# Tetrameter
Tetrameter (från grekiska τετρα, tetra, "fyra" och μέτρον, metron, "mått") är ett versmått som består av fyra versfötter.

## Exempel
Trokéisk tetrameter:
Stabat mater dolorosa
Stabat mater
En närbesläktad form används i Kalevala (se Runometer).
Jambisk tetrameter:
Because I could not stop for Death
Emily Dickinson
Daktylisk tetrameter:
Picture your self in a boat on a river with [...]
The Beatles, Lucy in the Sky with Diamonds
Den  daktyliska tetrametern är ofta katalektisk, det vill säga att sista versfoten är förkortad (och således en troké, eller enstavig), som i nedanstående exemel, där första och tredje raden avslutas av en troké och de båda övriga radernas avslut är enstaviga:
Tänk om jag kan med daktyler författa.,
fullständigt lysande, bra poesi,
då skulle mänskorna äntligen fatta,
att bakom pennan, det finns ett geni.
Anapestisk tetrameter:
And the sheen of their spears was like stars on the sea
Lord Byron, The Destruction of Sennacherib